# Vincencio Juan de Lastanosa
Vincencio Juan de Lastanosa (Huesca, 25 de febrero de 1607 - 1684), erudito, coleccionista, numismático y mecenas español, gentilhombre de la casa de Carlos II.

## Orígenes familiares
Sobre su familia se sabe que no era originaria del pueblo del mismo nombre, Lastanosa, sino que según los propios relatos del erudito, estos provenían de un despoblado colindante al río Cinca y cercano a Monzón llamado Calavera, en donde habrían vivido sus antepasados y quienes habrían prestado servicios al rey aragonés Jaime I el Conquistador o a Pedro IV el Ceremonioso. 
Ya en la primera mitad del siglo XVI ya se tienen datos más certeros sobre su familia, encontrándose parientes en las poblaciones de Pomar y Monzón, viviendo en esta última población Juan Luis Lastanosa, quien era el bisabuelo de Vicencio Juan de Lastanosa y quien se instaló en Huesca, ya en esa generación se puede observar la relación con la casa real, ya que su hermano Pedro Juan Lastanosa fue un matemático e ingeniero al servicio de Felipe II y quien escribió una importante obra denominada Los veintiún libros de los ingenios y máquinas.
Juan Luis de Lastanosa se casó en 1539 con María Cortés, miembro de un importante linaje oscense y a través del cual se integró rápidamente en la oligarquía de la ciudad y de su concejo, afianzando su posición al comprar el palacio que Vicencio heredaría y en el que alojaría su colección.
Los dos hijos del matrimonio, Juan y Pedro, fueron respectivamente diputado aragonés y canónigo de la Catedral además de rector y catedrático de la Universidad de Huesca, siendo Juan de Lastanosa el abuelo del erudito a través de su único hijo Juan Agustín habido de su matrimonio con Inés de Arnedo, quien tras la muerte de su marido en el 1596 se volvió a casar. En este momento la familia se encontró en dificultades económicas que les llevaron a vender durante un tiempo el palacio de la calle del Coso.
En el 1602 Juan Agustín de Lastanosa se casó con Esperanza Baraiz y Vera, hija y heredera de Juan Baraiz y Vera, señor de Figuerelas, quien influenciaría enormemente al joven Vicencio durante su juventud. 
El matrimonio de Juan Agustín y Esperanza fue uno fructífero ya que tuvieron dos hijos y tres hijas:
- Juan Orencio, (¿?-1665), quien fue canónigo de la Catedral y que llegó a ser rector de la Universidad de Huesca entre los años 1631-1632, con quien mantenía un gran afecto.[1]
- Josefa, monja de las Carmelitas descalzas junto a su hermana Esperanza.
- Esperanza, monja de las Carmelitas descalzas junto a su hermana Josefa.
- Engracia, que se casó con Alejandro Cleriguert y Fort, miembro de otra familia destacada oscense.
- Vicencio Juan de Lastanosa, erudito, coleccionista y gentilhombre de Cámara de la casa de Carlos II.

## Biografía
Vicencio Juan de Lastanosa vivió en Huesca, su ciudad natal, en el Coso Alto, en el lugar que hoy ocupan los números 27 y 29 de esa calle, frente a los jesuitas. Se quedó huérfano en el 1619 a la edad de 12 años, tras la muerte de su padre Agustín en Barcelona, su abuelo Juan Baraiz y Vera y tío abuelo, el canónigo Galacián Baraiz y Vera se hicieron muy importantes. Tras el matrimonio de su madre con el también viudo Juan Martín Gastón, originario del pueblo de Loscertales pero que había hecho fortuna en Sevilla, su abuelo acordó el matrimonio de Vicencio con la hija del primer matrimonio de este, Catalina Gastón y Guzmán en un acuerdo de conveniencia.
Tuvo una educación esmerada pese a no pasar por la Universidad de Huesca como hizo su hermano Juan Orencio ya que en su familia existía una importante tradición humanística familiar. Tuvo de preceptor a Francisco Antonio Fuser, canónigo de la catedral de Barbastro quien ya había sido preceptor de su padre y a quien acompañó a Barbastro hasta poco antes de casarse con Catalina y con quien aprendió sobre relojes solares y alfabetos, temáticas que se hicieron importantes en su futuro museo.
Entre el 1626 y 1627 estuvo en Barbastro para asistir a las Cortes de Aragón convocadas por Felipe IV, tras la cual tuvo que probar su infanzonía, siendo en esta época en la que visitará el despoblado del que supuestamente provenía su familia y tras un año la Audiencia Real de Aragón reconocería su infanzonía conociendo durante este periodo también a Gaspar Galceán de Castro y Pinós, conde de Guimerá, otro esmerado coleccionista con vínculos a la familia real con el cual inició una estrecha relación y poco después accedió al señorío de Figueruelas tras la muerte en el 1632 de su madre Esperanza, su abuelo Juan Baraiz y Vera y tío abuelo, el canónigo Galacián Baraiz y Vera.
Aunque el conde de Guimerà falleció en el 1638, desde hacía dos años antes ya se relacionaba con dos personajes que tomarían el relevo de compañero de tertulias que había dejado el conde, siendo el jesuita Baltasar Gracián y el zaragozano Juan Francisco Andrés de Uztarroz, quien más adelante sería cronista del reino de Aragón.
A finales del 1639, mientras la fortaleza de Salses era asediado por los franceses, Vicencio Juan fue nombrado capitán de una de las compañías de Huesca, aunque no llegó a ver combate ya que antes de llegar a la población los ejércitos reales recuperaron la plaza. No sería hasta el 1640 que entraría en combate durante la guerra de Cataluña al ser enviado a defender junto a Bernardino Ruiz de Castilla el paso del Cinca tras la toma por los franceses del castillo de Monzón, objetivo que lograron cumplir y que el infanzón destacaría siempre en sus retratos, en los cuales siempre se representaba como un capitán.
En el 1645 se produjo la venta obligada del señorío de Figueruelas, a cambio de la cual se hizo junto con su hermano Juan Orencio, con los derechos de una de las capillas de la Catedral como panteón familiar y que se encuentra bajo la advocación de San Orencio y Santa Paciencia, los padres de San Lorenzo y que, junto con la cripta construida, se convertirían en los próximos veinte años en uno de los conjuntos de arte barroco más importantes de Aragón con pinturas atribuidas a Jusepe Martínez y Juan Jerónimo Jalón. Ya en el año 1651 se trasladarían aquí los restos de su mujer y de sus antepasados a la nueva cripta, aunque esto se hizo durante la peste que asoló a Huesca durante ese año y que se cobró la vida de unas 1400 personas y en la que a diferencia de otros miembros de la élite de la ciudad, se mantuvo en la misma debido a los importantes cargos que mantenía en la ciudad, siendo regidor del hospital y lugarteniente del justicia de Huesca ya que el titular, Francisco Luis Climente, había fallecido debido a la misma enfermedad.
Al final de su vida es cuando ejerció los cargos más importantes, siendo uno de ellos el ser nombrado gentilhombre de la Casa del rey Carlos II en las Cortes de Aragón de 1677 gracias a sus relaciones con Juan José de Austria, aunque era un título honorífico que no obligaba al ya entonces anciano a residir en la corte.

## Museo
Hizo de su casa un auténtico museo, hasta el punto de que llegó a acuñarse en Aragón la frase proverbial de Quien no ha visto la casa de Lastanosa, no ha visto cosa. La llenó de obras de arte (cuadros de Rubens, Tintoretto, Ribalta, Caravaggio, Ribera o Tiziano), armas antiguas y una notabilísima colección de diez mil monedas griegas y romanas que le dio para siempre fama de experto numismático. Construyó jardines exquisitos donde cultivaba especies extrañas, dignas de aplicado botánico, en medio de estatuas paganas, estanques y canalillos, y junto a ellos fundó también un museo de ciencias naturales, donde guardó y clasificó fósiles del Pirineo y del Moncayo y piedras preciosas de tierras exóticas, entre ellas un destacado colmillo de elefante ricamente decorado proveniente de la África occidental portuguesa que se decía que había sido de un rey de la India o de Japón.

## Biblioteca

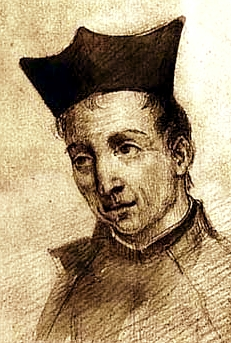
Retrato de Baltasar Gracián, uno de los primeros autores a los que Vicencio Juan de Lastanosa hizo de mecenas, retrato hecho por Valentín Carderera c.1880.

Pero lo mejor fue la biblioteca de siete mil volúmenes escogidos que llegó a acumular, sobre matemáticas, astronomía, literatura, botánica, historia, etcétera. A ella acudían con devoción los amigos de su tertulia: el historiador Juan Francisco Andrés de Uztarroz, el poeta y traductor Manuel de Salinas, Gaspar Galcerán de Pinós, Conde de Guimerá; los cronistas Francisco Ximénez de Urrea y Diego José Dormer, el pintor Jusepe Martínez, el pintor, grabador y escritor Francisco de Artiga, fray Jerónimo de San José, la abadesa escritora Ana Francisca Abarca de Bolea, el jurista Juan Francisco de Montemayor, el escritor Baltasar Gracián y tantos otros. 
Generoso en lo intelectual y en lo material, fue mecenas y editor de algunos, además de crítico paciente siendo Gracián uno de los que se benefició al sufragar el primero de sus libros El Héroe el cual dedicó al erudito y dejando en El Discreto testimonio de todo ello.
Tras la muerte del conde de Guimerá, Vicencio Juan heredó varios manuscritos suyos de temática como Inscripciones de memorias romanas y españolas antiguas y modernas o las Honestas recreaciones de ingeniosa conversación.

## Obras

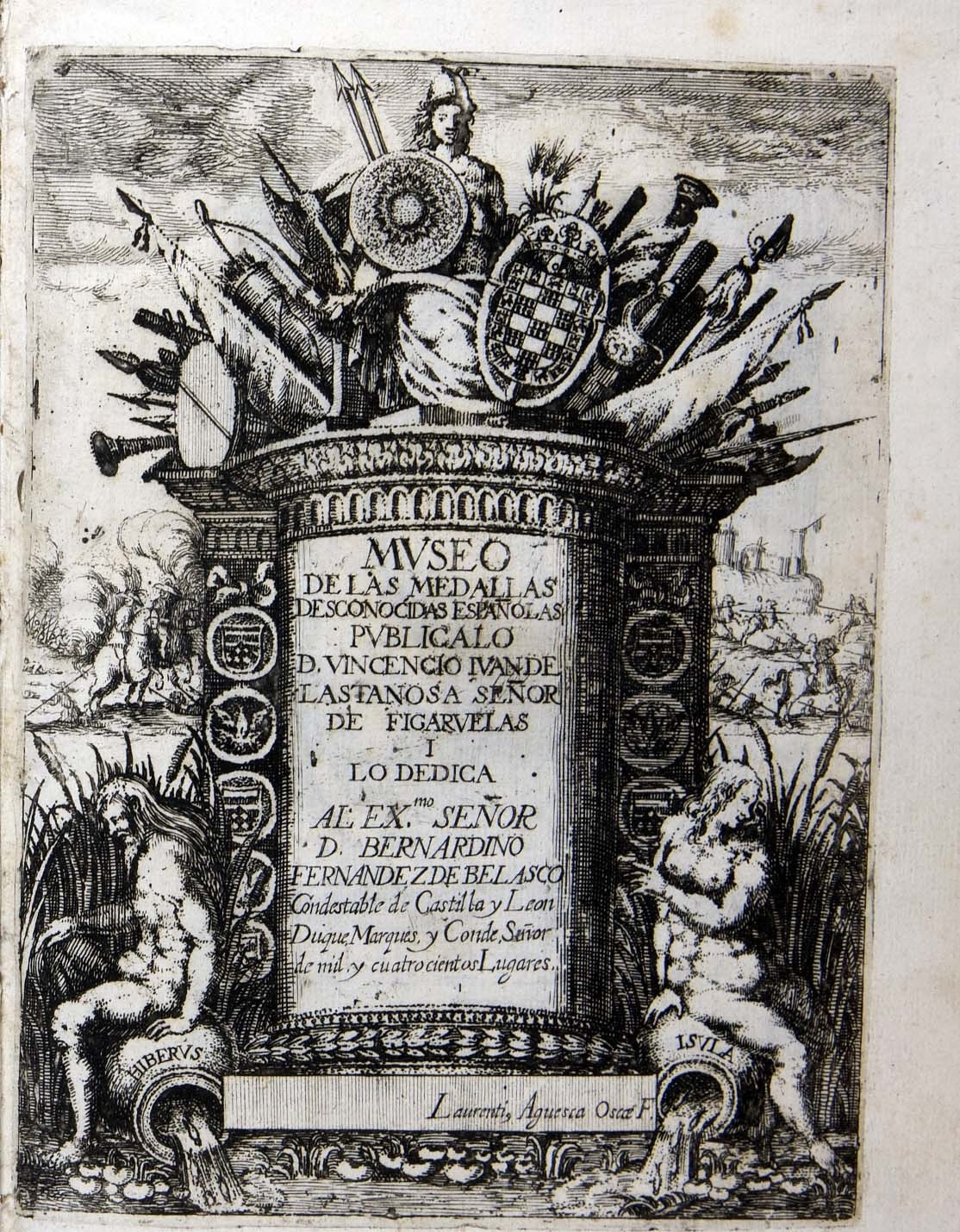
Portada calcográfica del Museo de medallas desconocidas españolas por Lorenzo Agüesca, Huesca, 1645.

Entre sus obras de anticuario destacan las dedicadas a la numismática: Museo de las medallas desconocidas españolas (1645, Huesca), el cual contenía comentarios de Juan Francisco Andrés de Uztarroz, Francisco Jiménez de Urrea y del jesuita Pablo Albiniano de Rajas, también publicó Tratado de la moneda jaquesa y de otras de oro y plata del Reino de Aragón (1681, Huesca). También fue traductor ya que vertió al español los Elementos químicos de Jean Béguin y se esmeró al escribir diversas dedicatorias y prólogos a las obras de su gran amigo Baltasar Gracián, a quien llegó a prestar su nombre para eludir los problemas de censura.
Igualmente se sabe que con motivo de su reconocimiento como infanzón publicó una genealogía de su familia en el 1631 que Félix Latassa llegó a ver a finales del siglo XVIII aunque hoy día se considera perdida.
Entre 1629 y 1636, el erudito oscense y el conde de Guimerá intercambiaron una cincuentena de cartas entre las que hablaban sobre temas como historia o monedas antiguas y esta relación tan prolífica se puede destacar por el intenso interés que mostró el oscense en las distintas materias desde un primer momento, siendo estas obras desde el índice de sus antigüedades que remitió al conde hasta las copias de las miniaturas de un beato de monasterio de Montearagón.

## Memoria
Fue la memoria de Lastanosa apagada durante 400 años. Su palacio fue demolido doscientos trece años después de su muerte y sus jardines convertidos en el actual Parque Miguel Servet de la ciudad de Huesca.

## Legado
Tras su muerte toda su colección se destruyó o disgregó, siendo una figura importante sobre la dispersión de su patrimonio Juan Garriz, con quien se carteaba durante su vida pero cuya relación con el erudito aún está por estudiar. Una parte su colección, entre ellos el catálogo más detallado de la colección y una crónica medieval fueron llevadas por el sabio sueco Johann Gabriel Sparvenfeldt a Suecia no más de nueve años después de su muerte tras su venta en Zaragoza. Varios de los libros con exlibris impresos de Lastanosa se guardan hoy día en la Biblioteca Nacional de Francia, donde ingresaron también pocos años después de su muerte.
Podemos encontrar algunos de los libros de su biblioteca esparcidos por toda Europa, principalmente en las ciudades de Estocolmo, Praga, Madrid y Londres.

## Conmemoración
En la conmemoración del IV Centenario de su nacimiento en 2007 se llevó a cabo el Proyecto Lastanosa, en la ciudad de Huesca, dedicado a esta gran personalidad, al mismo tiempo que en Brasil, en la ciudad de Foz do Iguaçu, se celebraron 2 exposiciones temáticas sobre Lastanosa y sus colecciones, así como una conferencia con afluencia de 300 personas en la Hidroeléctrica ITAIPU.

## Matrimonios y descendencia
Casó con la sevillana Catalina Gastón y Guzmán, hija de su padrastro Juan Martín Gastón que murió a los 32 años de sobreparto en abril del 1644, tras diecinueve años de matrimonio y catorce alumbramientos de los cuales sólo sobrevivieron siete en el momento de su muerte de la cual los médicos habían avisado del peligro de un nuevo parto tras los numerosos alumbramientos pero pocos meses después volvía a estar encinta:
- María, (1629-1641), la hija primogénita y cuya muerte afectó fuertemente a sus padres.
- Catalina (1631-1708), considerada como la hija predilecta del humanista que fue desheredada tras entrar en el convento de las carmelitas descalzas de Huesca en rechazo del matrimonio doble que su padre había concertado para ella y su hermano Hermenegildo.[8]
- Hermenegildo, su hijo primogénito, fue un fraile cartujo.
- José Paulino, fue prior de la iglesia de San Lorenzo.
- Juan Francisco, fue un beneficiado en San Pedro el Viejo, quien siendo racionero de la Iglesia de San Lorenzo ya había tenido un hijo y que tras la muerte de su hermano dejó los hábitos para casarse legalmente en 1684 con Mariana Bosque con la cual tuvo a Juan Judas Lastanosa que se trasladó a Caspe con motivo de su boda en el 1713 y cuya descendencia se mantendría en esta población desapareciendo el apellido de la ciudad oscense.
- Vicencio Antonio, (1644-1696), su madre murió en su alumbramiento, fue el encargado de recoger la biografía de su padre y su heredero. Casó con licencia de Juan José de Austria con Ana Francisca Montemayor, sobrina de Juan Francisco Montemayor tras su muerte sin herederos su hermano se convirtió en el heredero.[4]